# Liga Portuguesa de Basquetebol
A Liga Portuguesa de Basquetebol (Também conhecida por LPB Betclic por razões de patrocínio) é a principal divisão do basquetebol de Portugal. É atualmente organizada pela Federação Portuguesa de Basquetebol e o Sport Lisboa e Benfica é o atual detentor do título.

## História
A 17 de Agosto de 1927 foi fundada a Federação Portuguesa de Basquetebol (FPB) na cidade do Porto e passado uns anos foi disputado o primeiro campeonato português de basquetebol, em 1932–33, saindo vencedor o Sport Club Conimbricense.
Entre as épocas de 1965–66 e 1973–74, os campeões nacionais eram determinados por um torneio entre os vencedores do Campeonato Metropolitano (representando Portugal) e os campeões das colónias portuguesas de Moçambique e Angola. No entanto, o primeiro destes torneios não se chegou a realizar devido a um protesto da equipa moçambicana Sporting de Lourenço Marques.
A partir da temporada 2008–09, a competição passou a ser organizada uma vez mais pela Federação Portuguesa de Basquetebol, após 13 temporadas em que esteve ausente.

## Participantes
Participantes da Liga Portuguesa de Basquetebol na edição de 2022/23.
| Equipa         | Localização         | Pavilhão                                    |
| -------------- | ------------------- | ------------------------------------------- |
| AD Ovarense    | Ovar                | Arena de Ovar                               |
| CAB Madeira    | Funchal             | Pavilhão do CAB                             |
| CD Póvoa       | Póvoa de Varzim     | Pavilhão Fernando Linhares de Castro        |
| Esgueira       | Esgueira            | Pavilhão Clube do Povo de Esgueira          |
| FC Porto       | Porto               | Dragão Arena                                |
| Illiabum       | Ílhavo              | Pavilhão Municipal Capitão Adriano Nordeste |
| Imortal        | Albufeira           | Pavilhão Municipal de Albufeira             |
| SC Lusitânia   | Angra do Heroísmo   | Pavilhão Municipal de Angra do Heroísmo     |
| Sangalhos      | Sangalhos           | Complexo Desportivo de Sangalhos            |
| SL Benfica     | Lisboa              | Pavilhão Fidelidade                         |
| Sporting CP    | Lisboa              | Pavilhão João Rocha                         |
| UD Oliveirense | Oliveira de Azeméis | Pavilhão Doutor Salvador Machado            |
| Vitória SC     | Guimarães           | Pavilhão Unidade Vimaranense                |

## Campeões Nacionais
| Época                                                | Final                                                    | Final                                                    | Final                                                    |
| Época                                                | Campeão                                                  | Resultado                                                | Finalista Vencido                                        |
| Liga Portuguesa de Basquetebol                       | Liga Portuguesa de Basquetebol                           | Liga Portuguesa de Basquetebol                           | Liga Portuguesa de Basquetebol                           |
| ---------------------------------------------------- | -------------------------------------------------------- | -------------------------------------------------------- | -------------------------------------------------------- |
| 2024–25                                              | SL Benfica                                               | 3–1                                                      | FC Porto                                                 |
| 2023–24                                              | SL Benfica                                               | 3–1                                                      | FC Porto                                                 |
| 2022–23                                              | SL Benfica                                               | 3–1                                                      | Sporting CP                                              |
| 2021–22                                              | SL Benfica                                               | 3–1                                                      | FC Porto                                                 |
| 2020–21                                              | Sporting CP                                              | 3–2                                                      | FC Porto                                                 |
| 2019–20                                              | A competição foi suspensa devido à pandemia de covid–19. | A competição foi suspensa devido à pandemia de covid–19. | A competição foi suspensa devido à pandemia de covid–19. |
| 2018–19                                              | UD Oliveirense                                           | 3–1                                                      | SL Benfica                                               |
| 2017–18                                              | UD Oliveirense                                           | 3–0                                                      | FC Porto                                                 |
| 2016–17                                              | SL Benfica                                               | 3–0                                                      | FC Porto                                                 |
| 2015–16                                              | FC Porto                                                 | 3–1                                                      | SL Benfica                                               |
| 2014–15                                              | SL Benfica                                               | 3–0                                                      | Vitória SC                                               |
| 2013–14                                              | SL Benfica                                               | 3–0                                                      | Vitória SC                                               |
| 2012–13                                              | SL Benfica                                               | 3–1                                                      | Académica de Coimbra                                     |
| 2011–12                                              | SL Benfica                                               | 3–2                                                      | FC Porto                                                 |
| 2010–11                                              | FC Porto                                                 | 4–3                                                      | SL Benfica                                               |
| 2009–10                                              | SL Benfica                                               | 4–1                                                      | FC Porto                                                 |
| 2008–09                                              | SL Benfica                                               | 4–0                                                      | AD Ovarense                                              |
| Liga Profissional – De 1995 até 2008                 |                                                          |                                                          |                                                          |
| 2007–08                                              | AD Ovarense                                              | 4–3                                                      | FC Porto                                                 |
| 2006–07                                              | AD Ovarense                                              | 3–2                                                      | FC Porto                                                 |
| 2005–06                                              | AD Ovarense                                              | 3–0                                                      | Ginásio CF                                               |
| 2004–05                                              | CA Queluz                                                | 3–0                                                      | AD Ovarense                                              |
| 2003–04                                              | FC Porto                                                 | 3–1                                                      | CA Queluz                                                |
| 2002–03                                              | Portugal Telecom                                         | 3–2                                                      | UD Oliveirense                                           |
| 2001–02                                              | Portugal Telecom                                         | 3–0                                                      | UD Oliveirense                                           |
| 2000–01                                              | Portugal Telecom                                         | 3–1                                                      | UD Oliveirense                                           |
| 1999–00                                              | AD Ovarense                                              | 3–0                                                      | FC Porto                                                 |
| 1998–99                                              | FC Porto                                                 | 3–1                                                      | Illiabum                                                 |
| 1997–98                                              | Estrelas da Avenida                                      | 3–2                                                      | AD Ovarense                                              |
| 1996–97                                              | FC Porto                                                 | 3–1                                                      | UD Oliveirense                                           |
| 1995–96                                              | FC Porto                                                 | 3–1                                                      | SL Benfica                                               |
| Campeonato Nacional da 1ª Divisão – De 1932 até 1995 |                                                          |                                                          |                                                          |
| 1994–95                                              | SL Benfica                                               |                                                          |                                                          |
| 1993–94                                              | SL Benfica                                               |                                                          |                                                          |
| 1992–93                                              | SL Benfica                                               |                                                          |                                                          |
| 1991–92                                              | SL Benfica                                               |                                                          |                                                          |
| 1990–91                                              | SL Benfica                                               |                                                          |                                                          |
| 1989–90                                              | SL Benfica                                               |                                                          |                                                          |
| 1988–89                                              | SL Benfica                                               |                                                          |                                                          |
| 1987–88                                              | AD Ovarense                                              |                                                          |                                                          |
| 1986–87                                              | SL Benfica                                               |                                                          |                                                          |
| 1985–86                                              | SL Benfica                                               |                                                          |                                                          |
| 1984–85                                              | SL Benfica                                               |                                                          |                                                          |
| 1983–84                                              | CA Queluz                                                |                                                          |                                                          |
| 1982–83                                              | FC Porto                                                 |                                                          |                                                          |
| 1981–82                                              | Sporting CP                                              |                                                          |                                                          |
| 1980–81                                              | Sporting CP                                              |                                                          |                                                          |
| 1979–80                                              | FC Porto                                                 |                                                          |                                                          |
| 1978–79                                              | FC Porto                                                 |                                                          |                                                          |
| 1977–78                                              | Sporting CP                                              |                                                          |                                                          |
| 1976–77                                              | Ginásio CF                                               |                                                          |                                                          |
| 1975–76                                              | Sporting CP                                              |                                                          |                                                          |
| 1974–75                                              | SL Benfica                                               |                                                          |                                                          |
| 1973–74                                              | CD Malhangalene                                          |                                                          |                                                          |
| 1972–73                                              | Sporting de Lourenço Marques                             |                                                          |                                                          |
| 1971–72                                              | FC Porto                                                 |                                                          |                                                          |
| 1970–71                                              | Sporting de Lourenço Marques                             |                                                          |                                                          |
| 1969–70                                              | SL Benfica                                               |                                                          |                                                          |
| 1968–69                                              | Sporting CP                                              |                                                          |                                                          |
| 1967–68                                              | Sporting de Lourenço Marques                             |                                                          |                                                          |
| 1966–67                                              | Benfica de Luanda                                        |                                                          |                                                          |
| 1965–66                                              | Título não atribuído.                                    |                                                          |                                                          |
| 1964–65                                              | SL Benfica                                               |                                                          |                                                          |
| 1963–64                                              | SL Benfica                                               |                                                          |                                                          |
| 1962–63                                              | SL Benfica                                               |                                                          |                                                          |
| 1961–62                                              | SL Benfica                                               |                                                          |                                                          |
| 1960–61                                              | SL Benfica                                               |                                                          |                                                          |
| 1959–60                                              | Sporting CP                                              |                                                          |                                                          |
| 1958–59                                              | Académica de Coimbra                                     |                                                          |                                                          |
| 1957–58                                              | FC Barreirense                                           |                                                          |                                                          |
| 1956–57                                              | FC Barreirense                                           |                                                          |                                                          |
| 1955–56                                              | Sporting CP                                              |                                                          |                                                          |
| 1954–55                                              | Académica de Coimbra                                     |                                                          |                                                          |
| 1953–54                                              | Sporting CP                                              |                                                          |                                                          |
| 1952–53                                              | FC Porto                                                 |                                                          |                                                          |
| 1951–52                                              | FC Porto                                                 |                                                          |                                                          |
| 1950–51                                              | SC Vasco da Gama                                         |                                                          |                                                          |
| 1949–50                                              | Académica de Coimbra                                     |                                                          |                                                          |
| 1948–49                                              | Académica de Coimbra                                     |                                                          |                                                          |
| 1947–48                                              | SC Vasco da Gama                                         |                                                          |                                                          |
| 1946–47                                              | SL Benfica                                               |                                                          |                                                          |
| 1945–46                                              | SL Benfica                                               |                                                          |                                                          |
| 1944–45                                              | Belenenses                                               |                                                          |                                                          |
| 1943–44                                              | Carnide                                                  |                                                          |                                                          |
| 1942–43                                              | Carnide                                                  |                                                          |                                                          |
| 1941–42                                              | SC Vasco da Gama                                         |                                                          |                                                          |
| 1940–41                                              | Carnide                                                  |                                                          |                                                          |
| 1939–40                                              | SL Benfica                                               |                                                          |                                                          |
| 1938–39                                              | Belenenses                                               |                                                          |                                                          |
| 1937–38                                              | Carnide                                                  |                                                          |                                                          |
| 1936–37                                              | Carnide                                                  |                                                          |                                                          |
| 1935–36                                              | Carnide                                                  |                                                          |                                                          |
| 1934–35                                              | Carnide                                                  |                                                          |                                                          |
| 1933–34                                              | União de Lisboa                                          |                                                          |                                                          |
| 1932–33                                              | SC Conimbricense                                         | 25 – 23 (a.p.)                                           | Guifões SC                                               |

## Títulos por clube
(A contar com: Campeonato Nacional da 1ª Divisão, Liga Profissional e Liga Portuguesa de Basquetebol)
| Clube                        | Títulos | Época |
| ---------------------------- | ------- | --- |
| SL Benfica                   | 31      | 1939–40; 1945–46; 1946–47; 1960–61; 1961–62; 1962–63; 1963–64; 1964–65; 1969–70; 1974–75; 1984–85; 1985–86; 1986–87; 1988–89; 1989–90; 1990–91; 1991–92; 1992–93; 1993–94; 1994–95; 2008–09; 2009–10; 2011–12; 2012–13; 2013–14; 2014–15; 2016–17; 2021–22; 2022–23; 2023–24; 2024-25 |
| FC Porto                     | 12      | 1951–52; 1952–53; 1971–72; 1978–79; 1979–80; 1982–83; 1995–96; 1996–97; 1998–99; 2003–04; 2010–11; 2015–16 |
| Sporting CP                  | 9       | 1953–54; 1955–56; 1959–60; 1968–69; 1975–76; 1977–78; 1980–81; 1981–82; 2020–21 |
| Carnide                      | 7       | 1934–35; 1935–36; 1936–37; 1937–38; 1940–41; 1942–43; 1943–44 |
| AD Ovarense                  | 5       | 1987–88; 1999–00; 2005–06; 2006–07; 2007–08 |
| Académica de Coimbra         | 4       | 1948–49; 1949–50; 1954–55; 1958–59 |
| SC Vasco da Gama             | 3       | 1941–42; 1947–48; 1950–51 |
| Sporting de Lourenço Marques | 3       | 1967–68; 1970–71; 1972–73; |
| Portugal Telecom             | 3       | 2000–01; 2001–02; 2002–03 |
| Belenenses                   | 2       | 1938–39; 1944–45 |
| FC Barreirense               | 2       | 1956–57; 1957–58 |
| CA Queluz                    | 2       | 1983–84; 2004–05 |
| UD Oliveirense               | 2       | 2017–18; 2018–19 |
| SC Conimbricense             | 1       | 1932–33 |
| União de Lisboa              | 1       | 1933–34 |
| Benfica de Luanda            | 1       | 1966–67 |
| CD Malhangalene              | 1       | 1973–74 |
| Ginásio CF                   | 1       | 1976–77 |
| Estrelas da Avenida          | 1       | 1997–98 |